# Svazek obcí Podřipsko
Svazek obcí Podřipsko je dobrovolný svazek obcí v okresu Litoměřice, jeho sídlem je Roudnice nad Labem a jeho cílem je podpora regionálního rozvoje. Sdružuje celkem 23 obcí a byl založen v roce 2004.

## Obce sdružené v mikroregionu
- Bříza
- Ctiněves
- Černěves
- Černouček
- Dobříň
- Doksany
- Dušníky
- Horní Beřkovice
- Chodouny
- Kleneč
- Krabčice
- Kyškovice
- Libkovice pod Řípem
- Libotenice
- Mnetěš
- Račiněves
- Roudnice nad Labem
- Straškov-Vodochody
- Vědomice
- Vražkov
- Vrbice
- Záluží
- Židovice